# 안대환
안대환(1962년 9월 14일 ~)은 OB 베어스의 전 야구 선수다.

## 출신 학교
- 경북고등학교
- 영남대학교

## 같이 보기
- 1987년 OB 베어스 시즌